# Mantorp
Mantorp est une localité de Suède dans la commune de Mjölby située dans le comté d'Östergötland.
Sa population était de 3 948 habitants en 2019.

## Sport
Dans la localité se trouve le circuit de sports mécaniques Mantorp Park construit en 1969.